# David Scott
David Randolph Scott (San Antonio, 6 de junho de 1932) é um ex-oficial militar, piloto, piloto de teste e astronauta norte-americano que foi para o espaço três vezes e tornou-se em 1971 a sétima pessoa a pisar na superfície da Lua. Ele se formou na Academia Militar dos Estados Unidos em 1954 e entrou para a Força Aérea, servindo como piloto de caça na Europa. Scott cursou a Escola Experimental de Pilotos de Teste da Força Aérea em 1963 e passou a trabalhar como piloto de teste, alcançando a patente de coronel e acumulando mais de cinco mil horas de voo em diferentes aeronaves de última geração.
Scott foi selecionado astronauta em 1963 como parte do Grupo 3 da NASA. Ele foi para o espaço pela primeira vez em março de 1966 junto com Neil Armstrong a bordo da Gemini VIII, com a missão precisando ser abortada depois de dez horas por problemas nos propulsores da capsula espacial. Seu voo seguinte foi em março de 1969 na Apollo 9, quando passou dez dias em órbita junto com James McDivitt e Russell Schweickart realizando vários testes na espaçonave Apollo. Seu terceiro e último voo espacial foi como comandante da Apollo 15 em julho de 1971 ao lado de Alfred Worden e James Irwin, permanecendo três dias na superfície da Lua realizando experimentos científicos e colhendo amostras geológicas na região de Hadley–Apennine.
A Apollo 15 foi considerada um grande sucesso, porém a imagem dos três astronautas foi manchada após seu retorno quando foi descoberto que eles tinham levado quatrocentos envelopes postais não-autorizados para a Lua. Scott, Worden e Irwin foram repreendidos e nunca mais voaram para o espaço. Scott depois disso tornou-se diretor do Centro de Pesquisa de Voo Dryden até se aposentar da NASA em 1977. Desde então ele trabalhou em vários projetos e corporações relacionadas com o espaço, também atuando como consultor em algumas obras de ficção sobre o programa espacial dos Estados Unidos.

## Infância e educação
David Randolph Scott nasceu no dia 6 de junho de 1932 na Base Aérea Randolph, da qual recebeu seu nome do meio, perto de San Antonio, Texas, Estados Unidos. Seu pai era Tom William Scott, um piloto de caça do Corpo Aéreo do Exército dos Estados Unidos que chegou a patente de general de brigada; enquanto sua mãe era Marian Davis. Scott passou seus primeiros anos em Randolph, onde seu pai estava servindo, em seguida mudando-se para uma base em Indiana e depois em 1936 para Manila, nas Filipinas, que na época estava sob controle norte-americano. Scott descreveu seu pai como um grande disciplinador. A família voltou para os Estados Unidos em dezembro de 1939. Eles estavam morando em San Antonio de novo na época do Ataque a Pearl Harbor no final de 1941; Tom Scott foi designado para servir fora do país pouco depois.
Scott foi para o Instituto Militar do Texas, pois achou-se que precisaria de mais disciplina do que receberia em casa com seu pai na guerra. Passou seus verões em Hermosa Beach, Califórnia, na casa de David Shattuck, amigo de seu pai, de quem foi nomeado em homenagem. Scott ficou determinado em também tornar-se piloto, tendo construído miniaturas e assistido filmes de guerra sobre aviação. Scott, na época do retorno de Tom Scott, já estava velho o bastante para ter permissão de entrar em uma aeronave militar junto com o pai; décadas depois ele lembrou o momento como "a coisa mais excitante que eu já tinha experimentado".
Foi um membro ativo dos Escoteiros da América, tendo alcançado sua segunda maior posição hierárquica, Águia Escoteira. Seu pai foi designado para Base Aérea March perto de Riverside na Califórnia e Scott foi estudar na Escola Superior Politécnica de Riverside, onde fez parte da equipe de natação e quebrou vários recordes locais e estaduais. Seu pai foi transferido para Washington, D.C. antes de terminar o colegial; houve certas discussões na família sobre a possibilidade permitir que Scott permanecesse na Califórnia até se formar, porém ele acabou transferindo-se para a Escola Superior Ocidental em Washington, formando-se em junho de 1949.
Scott queria uma nomeação para a Academia Militar em West Point, Nova Iorque, porém não tinha as conexões necessárias para conseguir uma. Ele entrou em um concurso público e aceitou uma bolsa de natação para a Universidade de Michigan, onde foi um estudante de destaque na escola de engenharia. Scott conseguiu seu convite para estudar na Academia Militar em 1950, aceitando de imediato. Ele ainda queria voar e ser comissionado na recém criada Força Aérea. A Academia da Força Aérea só foi fundada em 1954, ano em que Scott se formou da Academia Militar; um arranjo temporário tinha sido feito para que um quarto dos formandos da Academia Militar e da Academia Naval pudessem se voluntariar para a Força Aérea. Scott formou-se em quinto de uma classe de 633 como bacharel em ciência militar, sendo comissionado na Força Aérea.

## Carreira militar
Scott passou seis meses, a partir de julho de 1954, treinando como piloto na Base Aérea de Mariana no Arizona. Ele completou em 1955 mais treinamentos de formação na Base Aérea Webb no Texas, em seguida passando por treinamento de artilharia na Base Aérea Laughlin no Texas e Base Aérea Luke no Arizona.
Ele voou de abril de 1956 até julho de 1960 como parte do 32º Esquadrão de Operações Aéreas, localizado na Base Aérea de Soesterberg, em Soesterberg, Utreque, nos Países Baixos, pilotando o North American F-86 Sabre e North American F-100 Super Sabre. O clima local era frequentemente ruim, o que testou as habilidades de Scott como piloto. Certa vez, precisou pousar seu avião em um campo de golfe por problemas em seu motor. Em outra ocasião ele conseguiu por pouco alcançar uma base holandesa próxima do Mar do Norte. Scott serviu na Europa durante a Guerra Fria e as relações entre Estados Unidos e União Soviética eram frequentemente tensas. Seu esquadrão foi colocado no mais alto nível de alerta por semanas durante a Revolução Húngara de 1956, porém nunca precisaram entrar em combate.
Scott se casou pela primeira vez em 1959, com Ann Ott, com quem teve dois filhos: Tracy em 1961 e Douglas em 1963. Ele esperava poder se tornar um piloto de teste a fim de avançar em sua carreira, com os treinamentos ocorrendo na Base Aérea Edwards, na Califórnia. Scott foi aconselhado que conseguir um diploma superior em aeronáutica seria a melhor maneira para conseguir entrar em uma escola de pilotos de teste. Dessa forma, candidatou-se para uma vaga no Instituto de Tecnologia de Massachusetts e foi aceito. Ele conquistou em 1962 dois mestrados, o primeiro em aeronáutica/astronáutica e o segundo em engenharia aeronáutica/astronáutica.
Apresentou-se na Escola de Pilotos de Teste da Força Aérea dos Estados Unidos em Edwards em julho de 1962. O comandante da escola era Charles Yeager, a primeira pessoa a quebrar a barreira do som, quem Scott idolatrava; os dois voaram juntos várias vezes. Scott se formou como o melhor piloto de sua classe. Foi depois selecionado para a Escola de Pilotos de Pesquisa Aeroespacial, que também ficava em Edwards, onde treinavam aqueles que tinham a intenção de tornarem-se astronautas da Força Aérea. Foi lá que ele aprendeu como controlar aeronaves, por exemplo o Lockheed F-104 Starfighter, em altitudes superiores a trinta quilômetros.

## Astronauta

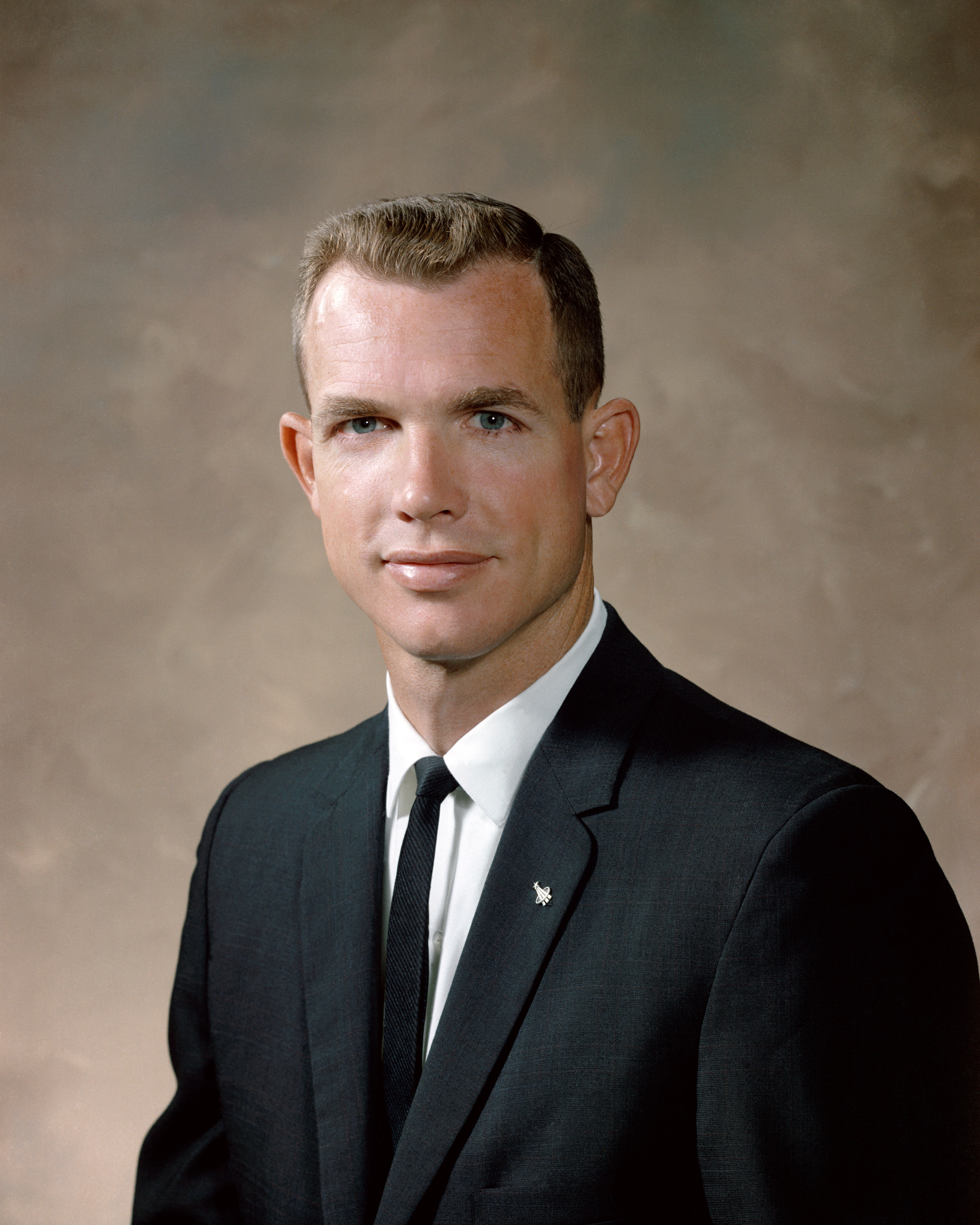
Scott em setembro de 1964

Scott candidatou-se em 1963 para fazer parte do Grupo 3 de Astronautas da NASA, que na época estava em processo de seleção. Ele inicialmente achava que a carreira de astronauta seria apenas um desvio temporário de sua carreira militar normal; Scott esperava que fosse para o espaço algumas vezes e em seguida retornasse para a Força Aérea. Ele acabou sendo escolhido em outubro para fazer parte do Grupo 3, junto com outros treze homens. Sua primeira designação foi na capacidade de representante no Instituto de Tecnologia de Massachusetts, supervisionando o desenvolvimento do Computador de Orientação Apollo. Ele passou a maior parte de seu tempo entre 1964 e 1965 morando em Cambridge, Massachusetts. Scott atuou como CAPCOM reserva da Gemini IV e como CAPCOM na Gemini V.

### Gemini VIII
Após a finalização da Gemini V, Donald Slayton, o Diretor de Operações de Tripulações de Voo, informou Scott que ele iria para o espaço junto com Neil Armstrong na Gemini VIII. Isto fez dele o primeiro astronauta do Grupo 3 a tornar-se membro de uma tripulação principal, sem nunca ter servido como reserva. Scott era muito bem visto por seus colegas devido suas credenciais como piloto; Michael Collins, outro astronauta do Grupo 3, escreveu depois que a seleção de Scott para voar com Armstrong o convenceu de que a NASA sabia o que estava fazendo.

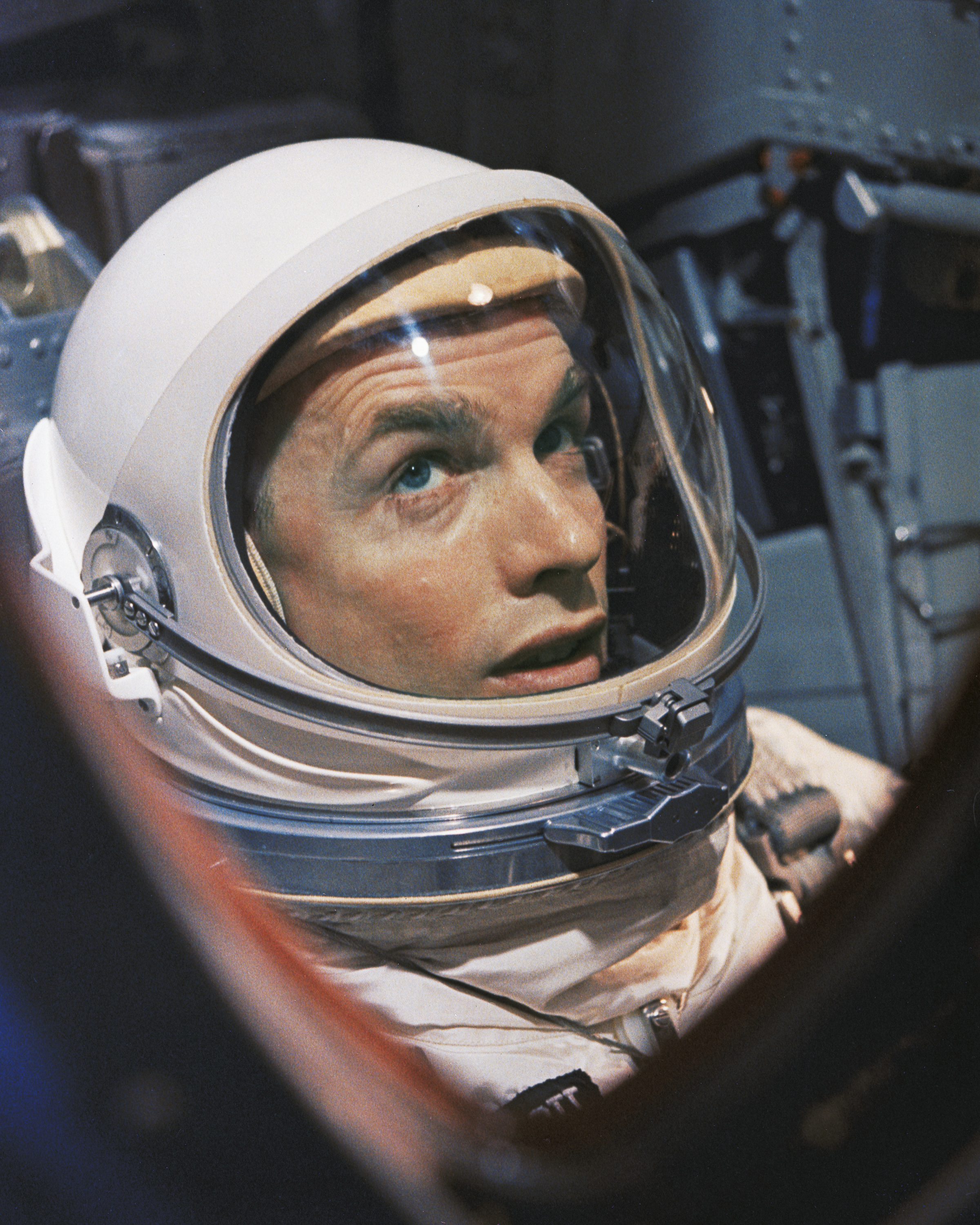
Scott dentro da espaçonave Gemini antes do lançamento, 16 de março de 1966

Scott achou que Armstrong era parecido com um superintendente, porém os dois muito se respeitavam e trabalhavam bem juntos. Eles passaram boa parte dos sete meses pré-lançamento na companhia do outro. Uma parte do treinamento que Scott passou sem Armstrong foi voar em uma aeronave de simulação de microgravidade, onde praticou em preparação para uma atividade extraveicular que faria durante a missão.
Armstrong e Scott foram lançados para o espaço em 16 de março de 1966 a bordo da Gemini VIII, um voo espacial planejado para três dias de duração. O Veículo Alvo Agena com que deveriam acoplar foi lançado uma hora e quarenta minutos antes. Eles aproximaram-se cuidadosamente e acoplaram bem-sucedidamente com o Agena, o primeiro acoplamento entre duas espaçonaves no espaço na história. Entretanto, algum tempo depois, as duas naves começaram um giro não esperado. A Gemini VIII estava fora do alcance de rádio do Centro de Controle da Missão em Houston. Os dois astronautas acharam que o Agena era quem estava causando o problema, porém isto provou-se incorreto, pois o giro da espaçonave ficou pior depois deles terem desacoplado. O giro criava o risco de Armstrong e Scott desmaiarem ou da espaçonave Gemini se desintegrar. O problema era que um dos propulsores do Sistema de Manobra e Atitude Orbital tinha acionado inesperadamente; a tripulação desativou esses propulsores e Armstrong usou os propulsores do Sistema de Controle de Reação a fim de anular o giro. Estes propulsores deveriam ser usados apenas para a reentrada na atmosfera, com as regras da missão ditando que ela deveria ser abortada imediatamente caso os propulsores fossem usados antes da hora. A Gemini VIII amerrissou no Oceano Pacífico no mesmo dia do lançamento, com a missão tendo durado apenas dez horas. O aborto fez com que a caminhada espacial de Scott fosse cancelada.
Segundo os historiadores Francis French e Colin Burgess, "Scott, particularmente, mostrou incrível presença de espírito durante os eventos inesperados da missão da Gemini VIII. Mesmo no meio da emergência, fora de contato com o Controle da Missão, ele pensou em reativar o comando de controle por terra do Agena antes dos dois veículos se separarem". Isto permitiu que a NASA controlasse o Agena do solo e depois usasse o mesmo veículo na missão seguinte, a Gemini X. A competência de Scott foi reconhecida pela própria NASA cinco dias depois, quando foi designado para fazer parte do Programa Apollo. Também foi promovido a tenente-coronel pela Força Aérea.

### Apollo 9

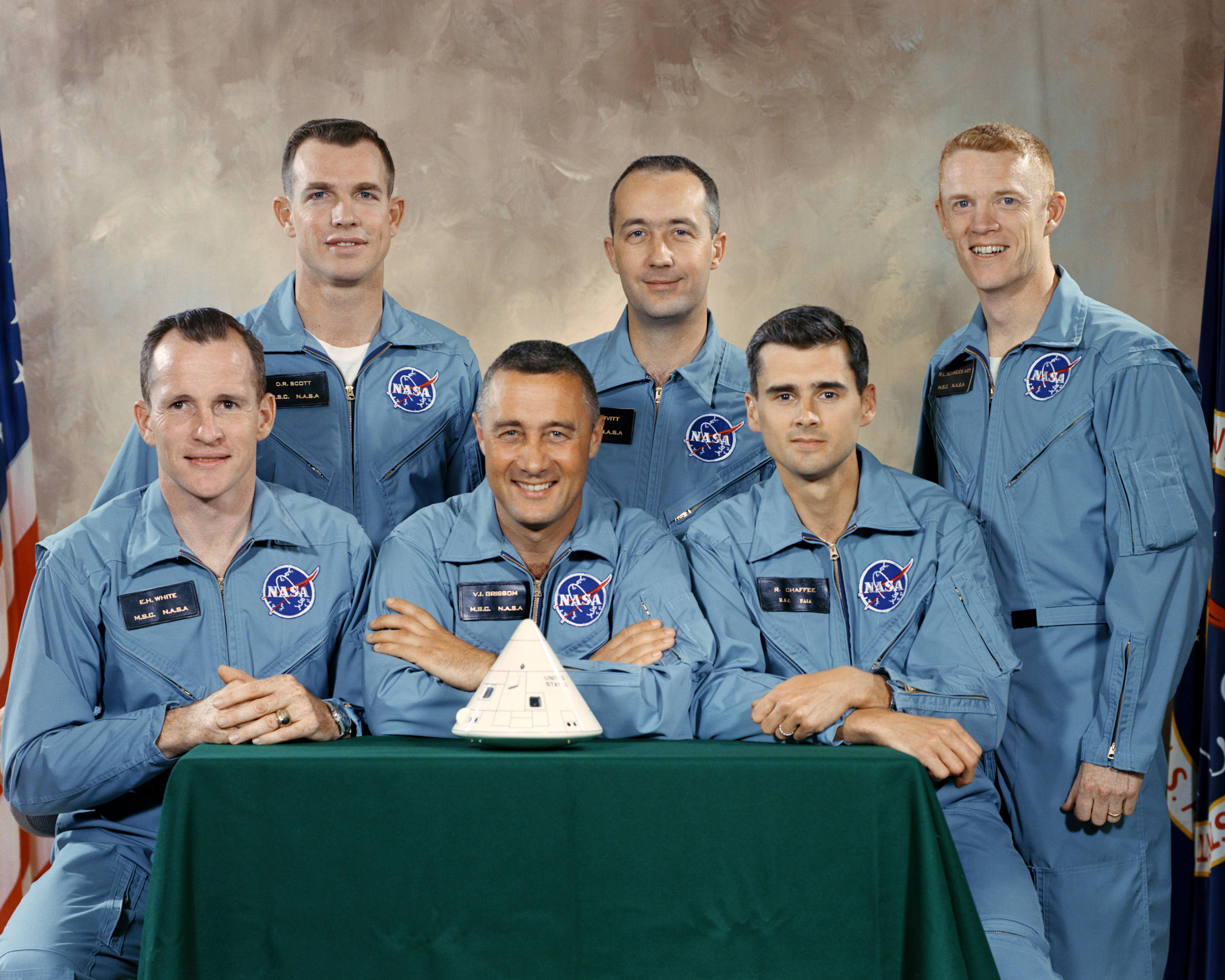
Tripulações principal e reserva da Apollo 1. Esquerda para direita: White, Scott, Grissom, McDivitt, Chaffee e Schweickart.

A designação de Scott no Programa Apollo foi de piloto sênior/navegador reserva da missão que viria a ser a Apollo 1, que tinha previsão de lançamento para fevereiro de 1967. A tripulação reserva também contava James McDivitt como comandante e Russell Schweickart como piloto. Nesta formação, os três passaram boa parte de seu tempo nas instalações da North American Aviation em Downey, Califórnia, onde o Módulo de Comando e Serviço Apollo estava sendo construído.
A tripulação de Scott foi designada em dezembro de 1966 para a principal de uma missão Apollo posterior. Os três estavam em Downey no dia 27 de janeiro de 1967 quando um incêndio durante um teste matou a tripulação principal da Apollo 1, formada por Gus Grissom, Edward White e Roger Chaffee. A escotilha interna costumava abrir para dentro e ela mostrou-se impossível de abrir durante o incêndio. Todos os voos do Programa Apollo foram suspensos até que uma investigação fosse realizada, com a avaliação pós-acidente de Scott recomendando que uma escotilha mais simples e que abrisse para fora fosse implementada.
McDivitt, Scott e Schweickart acabaram designados para a Apollo 8, que originalmente seria um teste em órbita da Terra de toda espaçonave Apollo, incluindo seu Módulo Lunar. Houve atrasos e problemas e, em agosto de 1968, George Low, o gerente do Escritório do Programa da Espaçonave Apollo, propôs que a Apollo 8 deveria viajar para a órbita da Lua sem um Módulo Lunar caso a Apollo 7 transcorresse bem em outubro, dessa forma não ameaçando atrasar o programa. Com isto, o teste orbital da espaçonave completa seria transferido para a Apollo 9. Slayton ofereceu a McDivitt continuar no comando da reformulada Apollo 8, porém o astronauta recusou em nome de seus companheiros, que apoiaram sua decisão, preferindo esperar pela Apollo 9. Esta envolveria enormes testes da espaçonave e foi chamada de "um sonho para pilotos de teste".
Eram muitas responsabilidades de Scott como piloto do módulo de comando. Os dois módulos se separariam durante a missão; ele teria de pilotar a espaçonave sozinho, um trabalho normalmente para três pessoas, caso o outro Módulo Lunar não retornasse. Scott também precisaria ir resgatar o Módulo Lunar se este não conseguisse realizar um encontro. Caso a acoplagem falhasse, teria de ajudar McDivitt e Schweickart a realizarem uma atividade extraveicular para retornarem ao Módulo de Comando e Serviço. Porém, o que deixou Scott infeliz foi que o módulo CSM-103, em que ele havia trabalhado profundamente, ficaria com a Apollo 8, enquanto a Apollo 9 receberia o CSM-104.

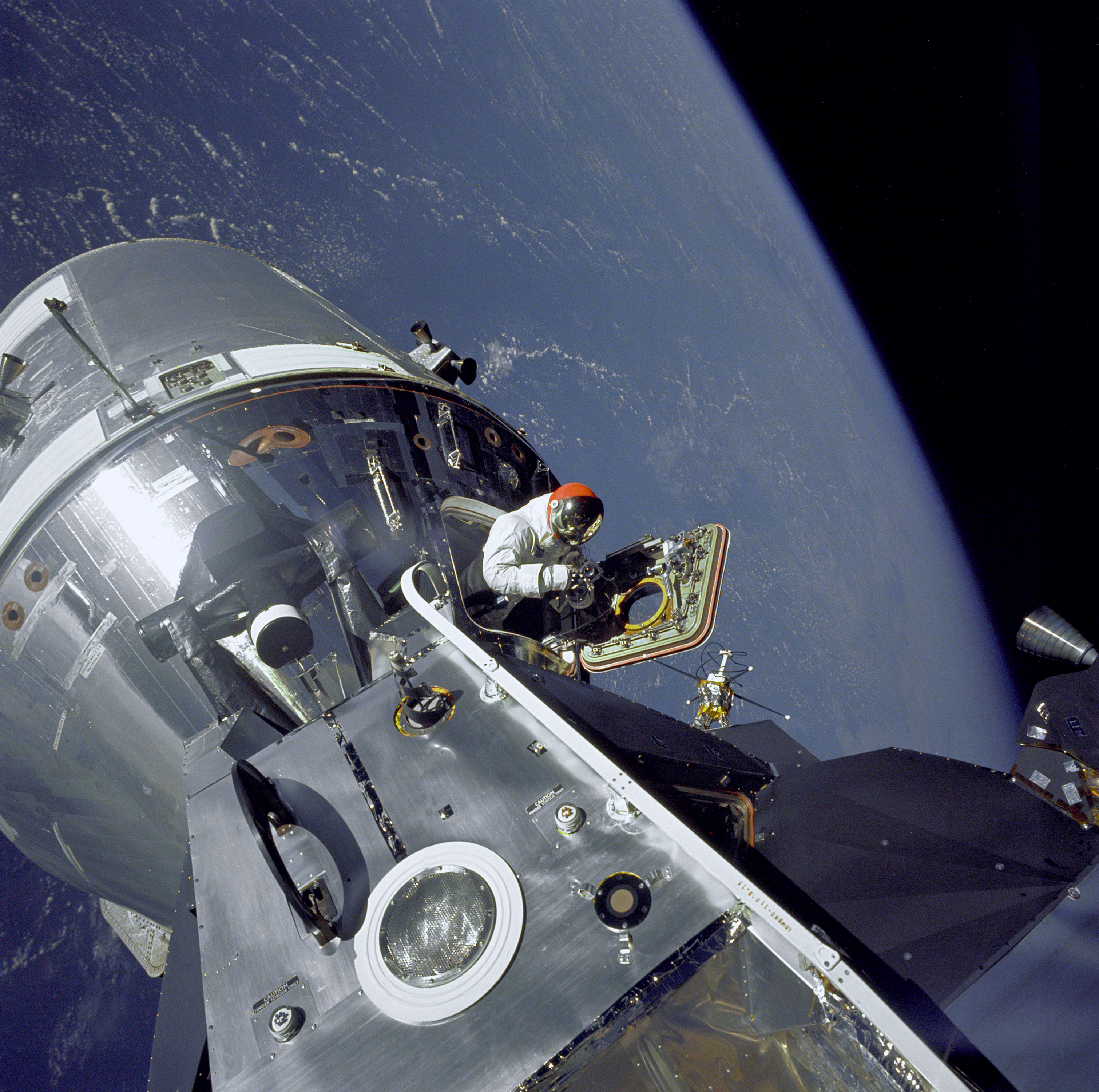
Scott na escotilha aberta do Gumdrop, 6 de março de 1969

A data de lançamento original de 28 de fevereiro de 1969 foi adiada porque todos os três astronautas pegaram resfriados, com a NASA estando reticente sobre questões médicas no espaço depois de problemas na Apollo 7 e Apollo 8. O lançamento ocorreu no dia 3 de março. Horas depois, Scott assumiu o controle do módulo de comando Gumdrop e realizou uma manobra que seria essencial para as alunissagens, pilotando o módulo para longe do estágio S-IVB do foguete Saturno V, depois virando o Gumdrop de volta e acoplando-o com o módulo lunar Spider, que estava preso no S-IVB. Depois disso, a espaçonave combinada separou-se do foguete.
Schweickart vomitou duas vezes no terceiro dia, estando sofrendo do que viria a ser chamado de síndrome de adaptação ao espaço. Ele deveria realizar uma caminhada espacial no dia seguinte, saindo da escotilha do Spider e fazendo seu caminho até o Gumdrop, mostrando assim que tal ação poderia ser realizada em condições de emergência. Porém, pelas preocupações sobre sua condição, ele apenas saiu do módulo lunar enquanto Scott ficou na escotilha aberta do Gumdrop, trazendo experimentos enquanto um fotografava o outro. McDivitt e Schweickart voaram com o Spider para longe no dia 7 de março, enquanto Scott permaneceu sozinho a bordo do Gumdrop, fazendo dele o primeiro astronauta norte-americano a ficar sozinho no espaço desde o Projeto Mercury. As duas naves reacoplaram e o Spider foi depois descartado. O módulo lunar chegou a ficar a 160 quilômetros de distância do módulo de comando.
O restante da missão foi dedicado a testes do módulo de comando e serviço, responsabilidades principalmente de Scott; Schweickart chamou esses dias de "Missão Dave Scott". McDivitt e Schweickart dessa forma tiveram muito tempo livre para observarem a Terra enquanto Scott trabalhava; os dois chamavam seu companheiro para observar o planeta também caso algo particularmente notável estivesse se aproximando. A Apollo 9 ficou no espaço uma órbita a mais do que o planejado por causa de mares bravios na zona de recuperação no Oceano Atlântico. O Gumdrop amerrissou em 13 de março a 290 quilômetros ao leste das Bahamas.

### Apollo 15

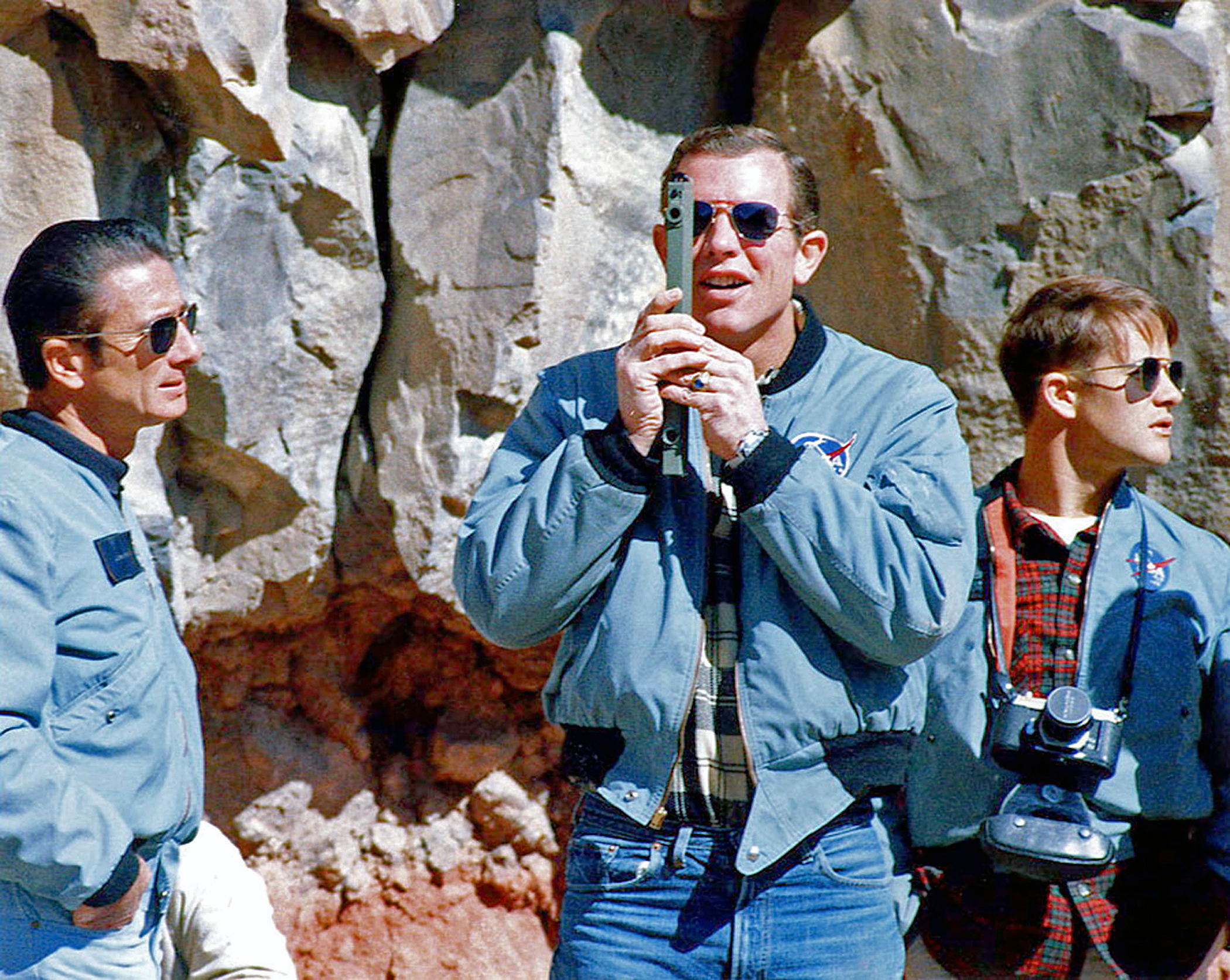
Irwin, Scott e Joseph Allen durante treinamentos geológicos em 1971

Considerou-se que Scott realizou bem seus deveres e, em 10 de abril de 1969, foi nomeado como o comandante reserva da Apollo 12, ao lado de Alfred Worden como piloto do módulo de comando e James Irwin como piloto do módulo lunar. McDivitt tinha aceitado um cargo administrativo na NASA e Slayton havia considerado Scott como um comandante em potencial; Worden e Irwin tinham, respectivamente, trabalhado nas tripulações de suporte da Apollo 9 e Apollo 10. Schweickart foi excluído devido seu episódio de doença espacial. Isto colocou os três em posição para a tripulação principal da Apollo 15. A posição de Scott como comandante reserva da Apollo 12 lhe permitiu ficar no Controle da Missão durante a alunissagem da Apollo 11, comandada por seu antigo companheiro Armstrong. Scott, Worden e Irwin foram anunciados como a tripulação principal da Apollo 15 em 26 de março de 1970.
A Apollo 15 seria a primeira das chamadas "missões J", que enfatizariam pesquisas científicas, utilizariam o novo Veículo Explorador Lunar e teriam uma estadia maior na superfície lunar. Scott já tinha um interesse em geologia e arranjou tempo durante os treinamentos para ir, junto com seus companheiros de missão, em viagens de campo com o geólogo Leon Silver, um professor do Instituto de Tecnologia da Califórnia. Os cientistas e planejadores da NASA estavam divididos sobre o local de alunissagem da Apollo 15; o argumento de Scott em favor da região de Rima Hadley pesou muito na decisão final. Ele também fez pressão à medida que a data de lançamento se aproximava para que as viagens de campo ficassem mais parecidas com o que iriam encontrar na superfície lunar, com mochilas falsas simulando aquilo que usariam na Lua e, posteriormente a partir de novembro de 1970, uma versão de treinamento do Veículo Explorador Lunar.
O lançamento da Apollo 15 ocorreu no dia 26 de julho de 1971. A viagem de ida para a Lua transcorreu praticamente tranquila, com a exceção de pequenos problemas, com a missão entrando em órbita lunar sem incidentes. A descida do módulo lunar Falcon para a superfície lunar, com Scott e Irwin a bordo, ocorreu no final da tarde do dia 30 de julho; Scott pilotou a espaçonave durante a tentativa de alunissagem. Houve dificuldades iniciais quando a trajetória de voo controlada por computador colocou o Falcon ao do sul da aérea originalmente planejada, porém Scott assumiu controle manual na parte final da descida e conseguiu alunissar o módulo lunar dentro da área designada.

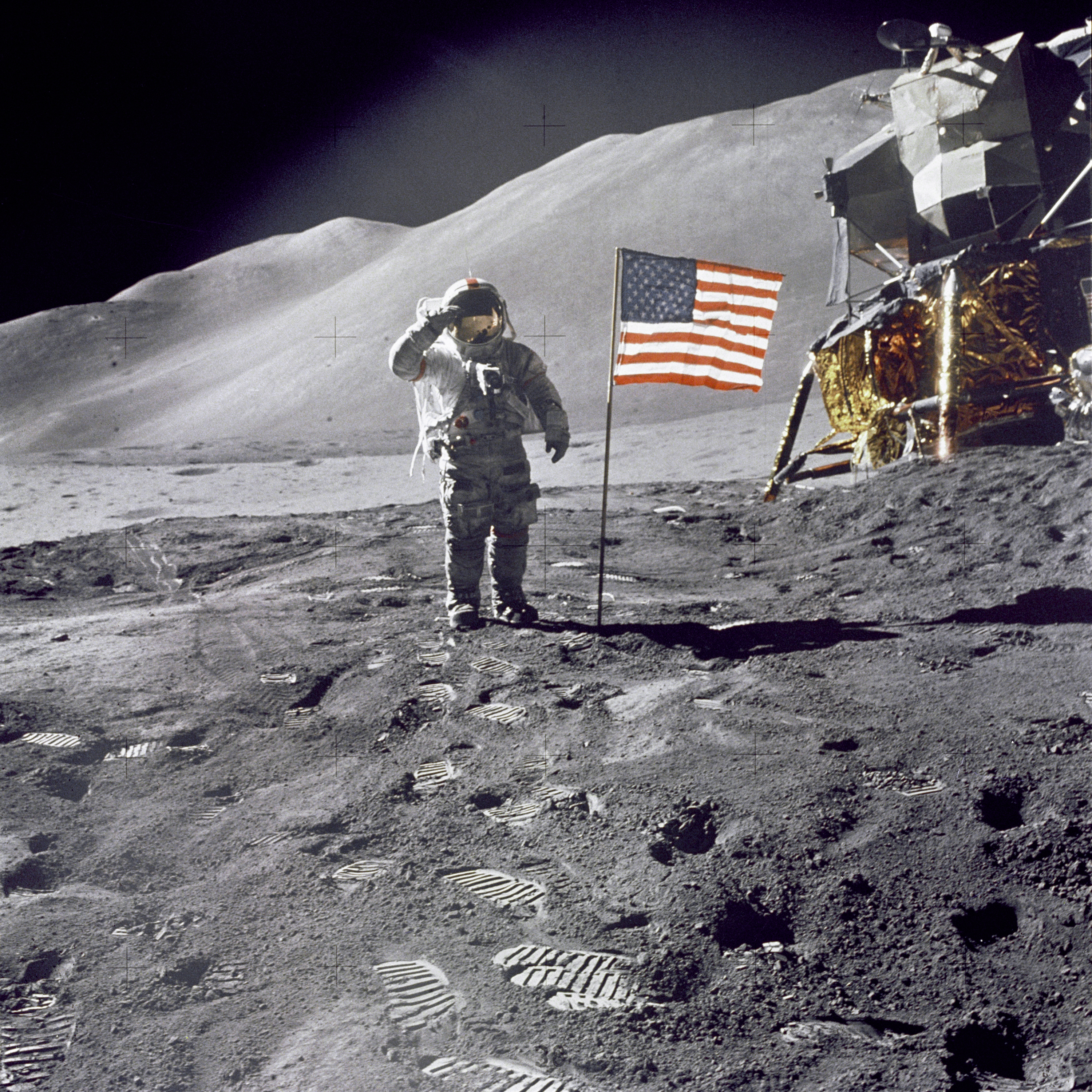
Scott ao lado da bandeira dos Estados Unidos na Lua; o Falcon pode ser visto ao fundo, 1º de agosto de 1971

Os dois astronautas vestiram os capacetes e luvas de seus trajes espaciais e, em seguida, Scott realizou a primeira e única atividade extraveicular de pé na superfície lunar, colocando sua cabeça para foram da escotilha de acoplagem localizada no topo do Falcon. Ele tirou fotografias panorâmicas da área ao redor a partir de uma posição elevada e observou o terreno sobre o qual iriam dirigir. A primeira atividade extraveicular completa começou no dia seguinte; Scott tornou-se a sétima pessoa a pisar na superfície lunar, dizendo depois de sair do módulo lunar que "Enquanto estou aqui nas maravilhas do desconhecido em Hadley, eu meio que percebo que há uma verdade fundamental em nossa natureza. O homem deve explorar. E esta é a exploração no seu melhor".
Ele e Irwin armaram o Veículo Explorador Lunar depois de removê-lo da lateral do estágio de descida do módulo lunar, partindo em seguida em direção da Rima Hadley. Scott, ao chegar lá, maravilhou-se com a beleza do ambiente. As atividades dos dois foram acompanhadas por câmera televisiva montada no Veículo Explorador Lunar e controlada em tempo real da Terra. Os dois astronautas pegaram diversas amostras do solo, incluindo uma rocha nomeada de Grande Scott em sua homenagem. Eles então retornaram para a área próxima do Falcon e estabeleceram o Pacote de Experimentos da Superfície Lunar da Apollo, um conjunto de diversos experimentos científicos que continuariam a ser realizados depois de sua partida.
A segunda caminha espacial começou no dia seguinte, dia 1º de agosto, com Scott e Irwin seguindo para o sopé de Mons Hadley Delta. Os dois descobriram na Cratera Spur uma das amostras lunares mais famosas, um anortosito rico em plagioclase que provinha dos primórdios da crosta lunar; esta amostra foi depois chamada pela imprensa de Pedra do Gênesis. A terceira e última atividade extraveicular ocorreu em 2 de agosto, uma excursão que precisou ser encurtada por problemas na retirada de uma amostra primordial. Na volta, Scott ficou de frente para a câmera do Veículo Explorador Lunar e soltou no chão um martelo e uma pena a fim de demonstrar a teoria de Galileu Galilei de que objetos no vácuo caem ao mesmo tempo, independente do peso. Ele depois dirigiu o Veículo Explorador Lunar para uma distância que poderia filmar a decolagem do Falcon e deixou um memorial para os astronautas e cosmonautas que tinham morrido até então na exploração espacial. Este consistia de uma placa com os nomes e uma pequena escultura de alumínio chamada de Astronauta Caído, criada por Paul Van Hoeydonck. Scott reentrou no módulo lunar e ele e Irwin decolaram algum tempo depois, reencontrando-se com Worden a bordo do Endeavour em órbita.
A viagem de volta ocorreu sem problemas e a Apollo 15 amerrissou no Oceano Pacífico no dia 7 de agosto, sendo considerada um enorme sucesso. Os três foram a primeira tripulação a retornar da Lua e não ficar em quarentena; em vez disso, Scott, Worden e Irwin voaram diretamente para Houston e, após entregarem seus relatórios, seguiram o circuito usual de discursos diante do Congresso dos Estados Unidos, celebrações e viagens internacionais que normalmente aguardava astronautas Apollo. Scott lamentou a falta de quarentena, que ele achou que teria dado tempo aos três para se recuperarem do voo, pois foram muitos seus compromissos logo depois.

#### Controvérsia

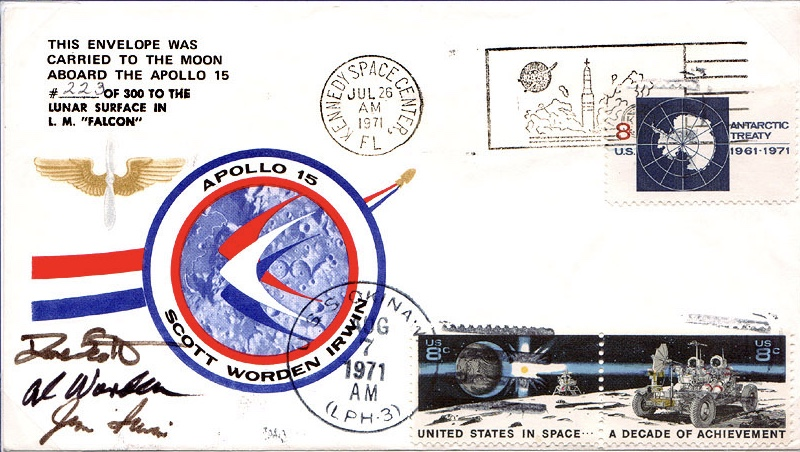
Um dos envelopes postais levado para a superfície lunar na Apollo 15

Os três astronautas tinham, antes do lançamento, chegado a um acordo com o alemão Horst Eiermann para levarem envelopes postais para a Lua em troca de sete mil dólares cada. Slayton havia emitido regulamentos de que itens pessoais a serem levados para o espaço deveriam ser listados e passados por sua aprovação; um erro impediu que esses envelopes fossem aprovados. Scott levou os envelopes para a espaçonave dentro do bolso de seu traje espacial; eles foram transferidos para o módulo lunar durante a viagem e foram para a superfície junto com os astronautas. Scott enviou cem para Eirmann e depois descobriu no final de 1971 que os envelopes estavam sendo vendidos, contra o desejo dos astronautas, na Alemanha Ocidental pelo comerciante de selos Hermann Sieger. Os três astronautas devolveram o dinheiro, porém Slayton descobriu sobre os envelopes não-autorizados em abril de 1972, removendo Scott, Worden e Irwin da tripulação reserva da Apollo 17. A questão veio a público em junho, com todos sendo repreendidos pela NASA e pela Força Aérea no mês seguinte. Os envelopes que ainda estavam de posse dos astronautas foram apreendidos pela NASA, porém foram devolvidos em 1983 depois de um acordo extrajudicial, pois o governo dos Estados Unidos achou que não conseguiria defender de forma bem-sucedida o processo, e também que a NASA autorizou que os envelopes fossem levados ou sabia de sua existência.
Um comunicado de imprensa anunciando as repreensões foi publicado em 11 de julho de 1972 e afirmava que as ações dos astronautas "serão levadas em consideração em suas escolhas para designações futuras", algo que deixava extremamente improvável que algum dos três retornasse para o espaço novamente. A revista Newsweek relatou que "não há missões futuras para o qual [Scott] esteja sendo considerado". Scott posteriormente relatou que Alan Shepard, então o Chefe do Escritório dos Astronautas, lhe ofereceu a chance de ser reserva na Apollo 17 ou atuar como assistente especial no projeto Apollo–Soyuz, a primeira missão conjunta com a União Soviética, e ele escolheu a segunda. Apesar de um porta-voz de imprensa da NASA ter afirmado que Scott não tinha outra opção além de deixar o Corpo de Astronautas, Christopher C. Kraft, o diretor do Centro de Espaçonaves Tripuladas, afirmou que o Escritório de Relações Públicas da agência tinha cometido um erro e que a transferência não era uma punição adicional.

### Diretor da NASA

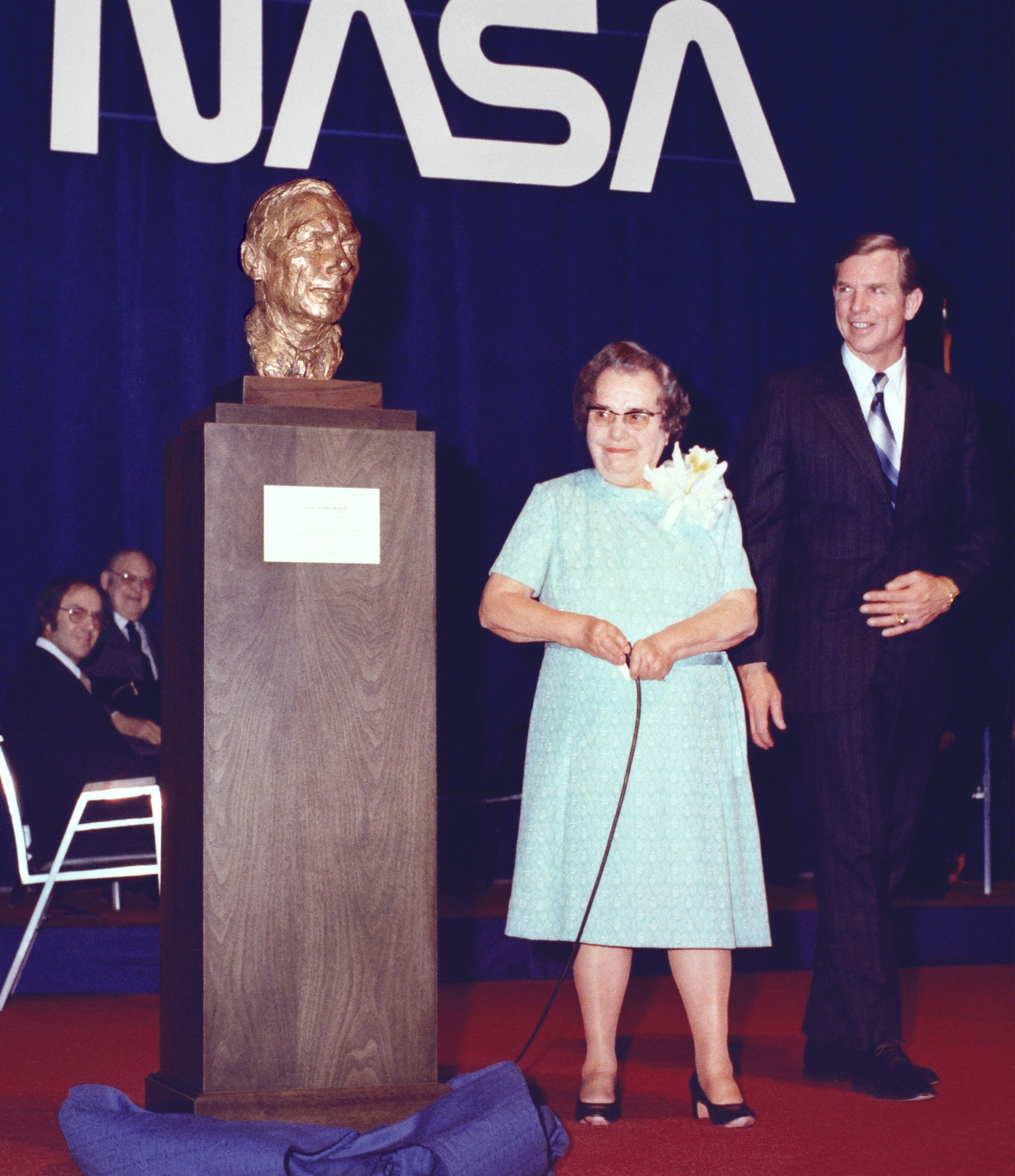
Scott na inauguração de um busto de Hugh Dryden ao lado de Mary Dryden, 26 de março de 1976

Scott viajou para Moscou como parte da Apollo–Soyuz, liderando uma equipe de especialistas. Foi lá que conheceu o cosmonauta Alexei Leonov, o comandante da parte soviética da missão, com quem anos depois escreveria uma autobiografia conjunta. Ele recebeu em 1973 a oferta de tornar-se o vice-diretor do Centro de Pesquisa de Voo Dryden, localizado na Base Aérea Edwards, um local que há muito amava. Isto lhe permitiu pilotar aeronaves que alcançavam os limites do espaço e reencontrasse com Charles Yeager, que estava aposentado e atuando como consultor do centro; Scott acabou concedendo a Yeager privilégios de voo especiais.
Scott tornou-se o diretor do Centro Dryden em 18 de abril de 1975, aos 42 anos de idade. Esta era uma nomeação civil, necessitando que ele se aposentasse da Força Aérea em março para poder aceitá-la. Kraft escreveu posteriormente que a nomeação de Scott para o posto enfureceu Slayton. Scott achou que o trabalho era interessante e excitante, porém cortes orçamentários e o iminente fim dos Testes de Aproximação e Aterrissagem do Programa Ônibus Espacial fez com que ele decidisse, em meados de 1977, que era finalmente o momento de se aposentar da NASA. Scott aposentou-se oficialmente no dia 30 de setembro.

## Pós-NASA
Scott entrou na iniciativa privada e fundou a empresa Scott Science and Technology, Inc. Ele trabalhou em vários projetos governamentais pelo final da década de 1970 e durante a década de 1980, incluindo o projeto de treinamento para astronautas para uma versão do ônibus espacial proposto pela Força Aérea. Uma de suas firmas fechou depois do acidente do ônibus espacial Challenger no início de 1986; a empresa em si não teve nenhum papel no desastre, porém modificações em partes do ônibus espacial como consequência acabaram por eliminar o papel da firma de Scott. Depois disso ele serviu por quatro anos no Comitê Consultivo para Transporte Espacial Comercial, formado a fim de aconselhar o Secretário dos Transportes na possível conversão de mísseis balísticos intercontinentais em veículos de lançamento espacial. Um tribunal da cidade de Prescott, Arizona, condenou Scott em 1992 por ter fraudado nove investidores em uma parceria organizada por ele. Ele foi ordenado a pagar aproximadamente quatrocentos mil dólares para os investidores na parceria, que tinha a intenção de criar tecnologias para impedir falhas mecânicas em aeronaves, porém isto nunca foi desenvolvido.

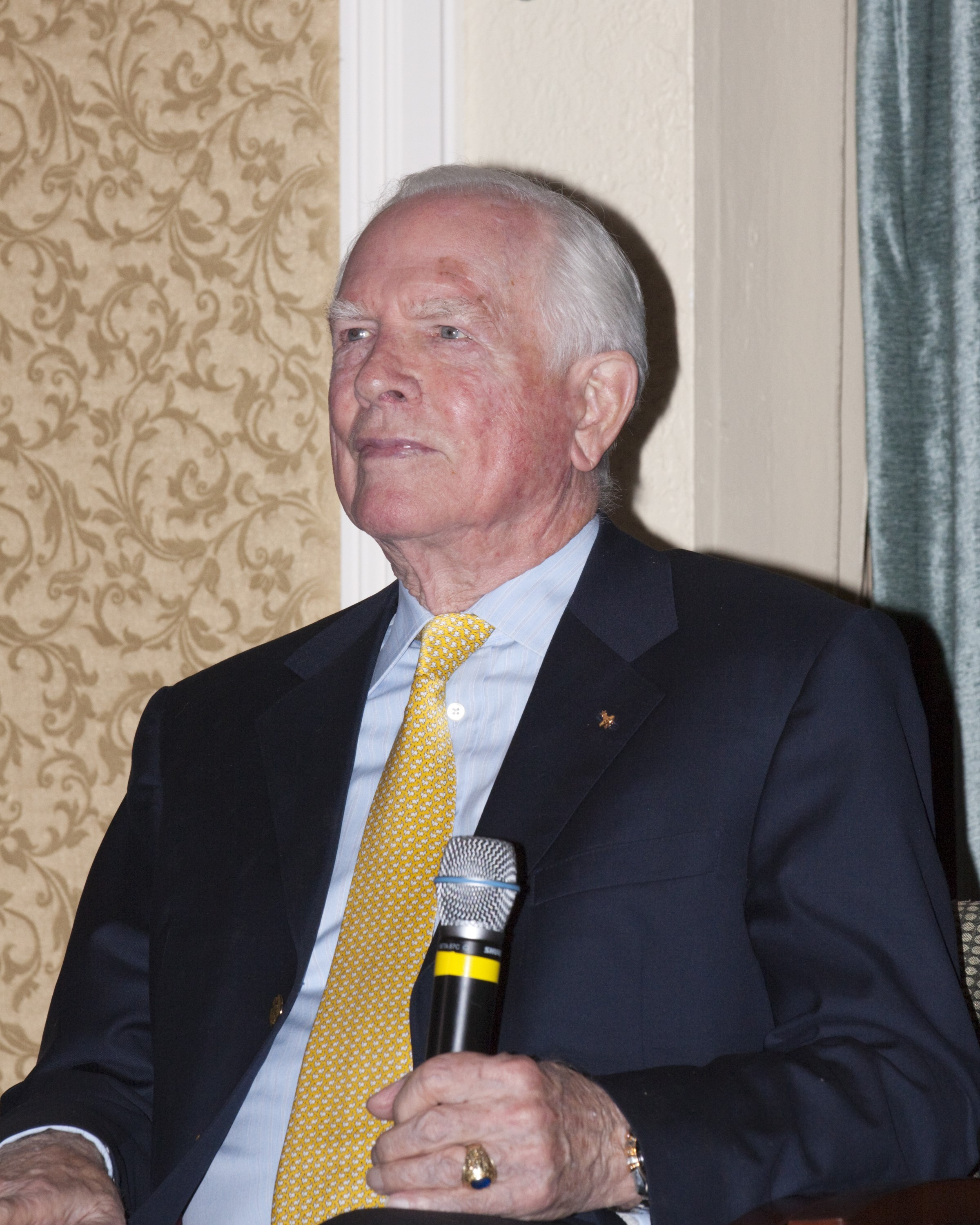
Scott em novembro de 2012

Ele atuou como comentarista na televisão britânica em abril de 1981 durante a missão STS-1, o primeiro voo do ônibus espacial. Foi um consultor no filme Apollo 13 de 1995 e na minissérie From the Earth to the Moon de 1998, em que foi interpretado pelo ator Brett Cullen. Scott também foi consultor no documentário Magnificent Desolation: Walking on the Moon 3D de 2005 sobre as caminhas espaciais realizadas pelos astronautas Apollo na Lua, tendo sido produzido pelo ator Tom Hanks e junto com a IMAX Corporation. Ele é um dos astronautas entrevistados no livro In the Shadow of the Moon e no documentário homônimo, ambos lançados em 2007.
Em 2000, foi relatado que Scott estava noivo da apresentadora britânica de televisão Anna Ford; na época ele ainda estava casado legalmente com Ann Ott, porém já estavam vivendo separados. Sua relação com Ford tinha começado no ano anterior, porém, em 2001, Scott e Ford se separaram. Ele posteriormente acabou se casando com Margaret Black, uma vice-diretora do banco Morgan Stanley.
Scott foi, entre 2003 e 2004, consultor durante a produção da minissérie Space Odyssey: Voyage to the Planets da BBC. Em 2004, ele e Leonov começaram a escrever uma autobiografia/livro de história dual sobre a Corrida Espacial entre os Estados Unidos e a União Soviética. O livro, chamado Two Sides of the Moon: Our Story of the Cold War Space Race, foi publicado em 2006 e possui prefácios escritos por Hanks e Armstrong. Scott trabalhou com as equipes científicas da Universidade Brown no desenvolvimento da sonda lunar indiana Chandrayaan-1. Junto com a NASA trabalhou no Estudo de Exploração de 500 Dias Lunares e foi colaborador em uma pesquisa intitulada "Visualização Avançada em Pesquisa e Exploração do Sistema Solar: Otimização a Ciência de Retorno da Lua à Marte".
Scott tinha levado para a Lua dois relógios Bulova, um de pulso e um cronômetro, também sem a autorização de Slayton. Ele usou o relógio de pulso em sua terceira atividade extraveicular, pois seu relógio da NASA tinha perdido o cristal. Scott vendeu esse Bulova em 2015 pelo preço de 1,625 milhões de dólares; a empresa, depois disso, fez campanhas publicitárias para itens semelhantes em que o material promocional mencionava Scott e a Apollo 15. Scott entrou com um processo em 2017, alegando que a empresa tinha usado seu nome e imagem para motivos comerciais sem autorização, com um magistrado permitindo no ano seguinte que algumas alegações do processo seguissem adiante.

## Prêmios

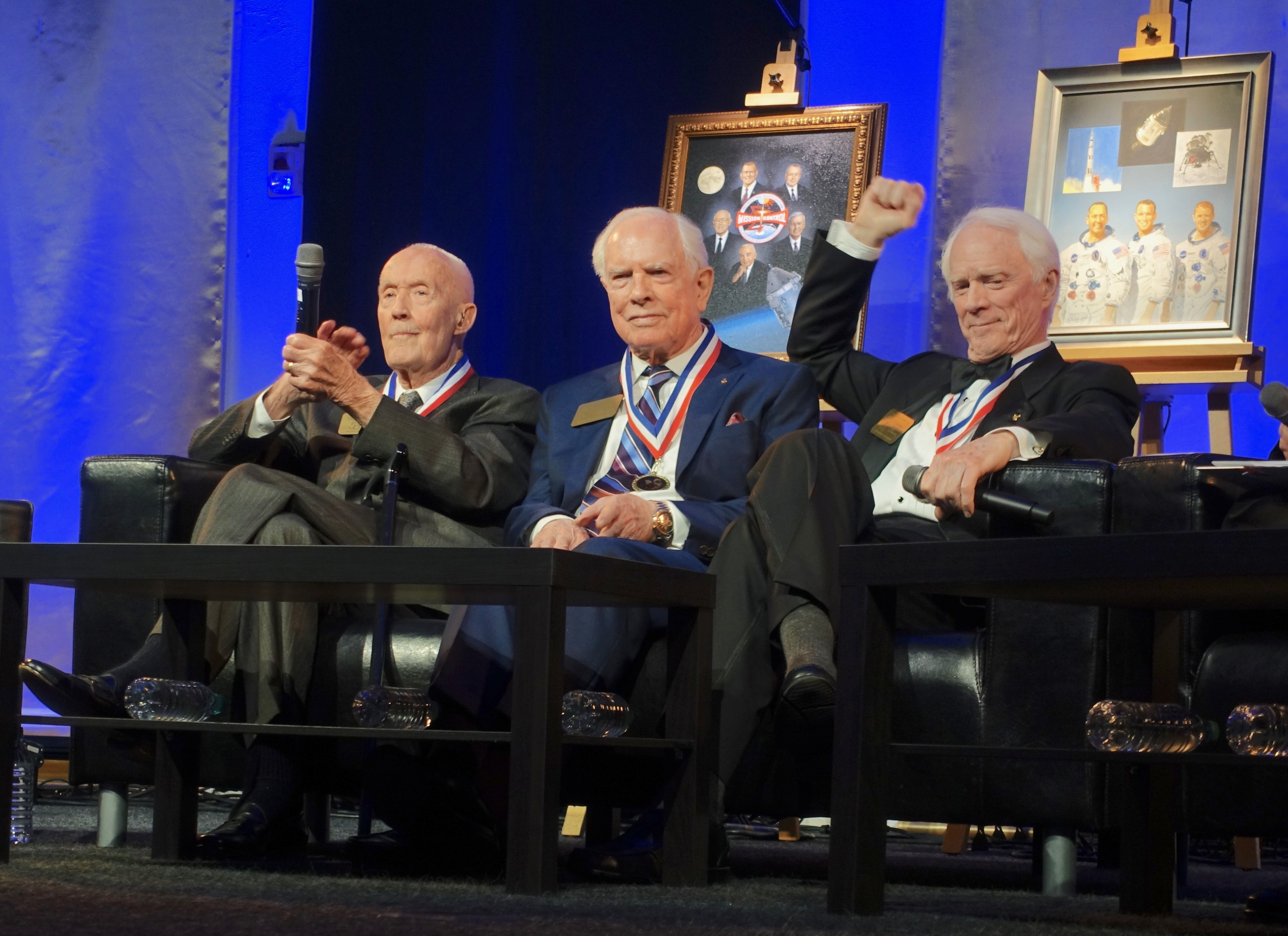
McDivitt, Scott e Schweickart em uma comemoração pelo aniversário de cinquenta anos da Apollo 9, 13 de março de 2019

Scott e Armstrong foram presenteados em 1966 com a Medalha de Serviço Excepcional da NASA pela Gemini VIII. Também foi condecorado, pela mesma missão, com a Cruz de Voo Distinto da Força Aérea. O vice-presidente Spiro Agnew condecorou os três tripulantes da Apollo 9 com a Medalha de Serviço Distinto da NASA. Agnew afirmou durante a cerimônia de premiação que "Estou orgulhoso que a América forjou à vanguarda e estabeleceu a liderança no espaço para combinar com a nossa nova liderança na Terra". Também recebeu a Medalha de Serviço Distinto da Força Aérea pela Apollo 9.
Agnew também condecorou os três astronautas da Apollo 15 com a Medalha de Serviço Distinto da NASA. Scott, pela missão, conseguiu sua segunda Medalha de Serviço Distinto da Força Aérea. Os três foram homenageados com um desfile em Nova Iorque no dia 25 de agosto, ocasião em que receberam medalhas da cidade. No mesmo dia também tornaram-se os primeiros recipientes da Medalha da Paz das Nações Unidas, entregue pelo secretário-geral Thant. A cidade de Chicago organizou outro desfile para a tripulação da Apollo 15 em 15 de setembro, que teve a presença de mais de duzentas mil pessoas. O prefeito Richard J. Daley também fez dos astronautas cidadãos honorários da cidade. A Associação da Força Aérea presenteou os três no mesmo mês com o Troféu David C. Schilling, o maior prêmio da associação. Scott entregou à Força Aérea e Associação da Força Aérea vários itens que viajaram para a Lua, entre eles uma partitura da canção "Into the Wild Blue Yonder" e uma bandeira da Força Aérea. Robert Gilruth, o diretor do Centro de Espaçonaves Tripuladas, junto com os três astronautas receberam em março de 1972 o Troféu Collier, um prêmio anual entregue para as maiores realizações em aeronáutica e astronáutica. Scott recebeu da Federação Aeronáutica Internacional a Medalha De la Vaulx, a Medalha Dourada Espacial e o Diploma V. M. Komarov por seu desempenho na Apollo 15, todos em 1971. Ele recebeu em 1978 sua terceira Medalha de Serviço Distinto da NASA.
Scott, Worden e Irwin receberam, em 1971, diplomas honoris causa em ciência astronáutica pela Universidade de Michigan. Scott recebeu em 2013 um honoris causa em ciência e tecnologia pela Universidade de Jacksonville; foi o primeiro diploma do gênero entregue pela instituição. Ele é membro da Sociedade Astronáutica Americana, membro associado do Instituto Americano de Aeronáutica e Astronáutica, membro da Sociedade dos Pilotos de Teste Experimentais e das sociedades Tau Beta Pi, Sigma Xi e Sigma Gamma Tau. Scott foi selecionado em 1982 junto com nove outros astronautas do Projeto Gemini para integrarem o Hall da Fama Espacial Internacional do Museu de História Espacial do Novo México. Também entrou, em 1993, no Hall da Fama dos Astronautas dos Estados Unidos junto com outros doze astronautas Gemini.